# Прокуратор Иудеи (новелла)
«Прокуратор Иудеи» (фр. Le Procurateur de Judée) — новелла французского писателя Анатоля Франса, опубликованная в 1891 году в газете Temps и включённая в 1892 году в состав сборника «Перламутровый ларец».
Действие новеллы происходит в I веке. Пожилой римский аристократ Луций Элий Ламия, находясь на лечении в Байях, случайно встречается с Понтием Пилатом, в доме которого прожил 10 лет, когда тот был прокуратором Иудеи. Пилат приглашает его на ужин, и старые друзья долго вспоминают жизнь на Востоке. Пилат жалуется на иудеев — «подлый», по его словам, народ, преданный своим суевериям. Ламия высказывает мысль, что когда-нибудь «иудейский Юпитер» может покорить Рим, и это предположение смешит обоих из-за его явной абсурдности. Вскользь Пилат упоминает «какого-то безумца», выгнавшего торговцев из храма. В финале новеллы Ламия говорит о «молодом чудотворце из Галилеи», распятом «за какое-то преступление», и спрашивает Пилата, не помнит ли он этого человека. «Не помню», — отвечает Пилат.
Исследователи констатируют, что в «Прокураторе» Франс демонстрирует незаурядную эрудицию и воображение. Относясь с крайним скепсисом к христианским легендам и данным Евангелий, Франс здесь признаёт существование Иисуса Христа, но изображает его как простого человека. Одна из главных мыслей новеллы заключается в том, что люди не способны понять смысл и масштаб исторических процессов, происходящих у них на глазах: Пилат помнит в деталях многие мелкие происшествия времён своего наместничества, но забыл то событие, из-за которого ему суждено остаться в человеческой памяти.